# Союз журналистов СССР
Союз журналистов СССР — крупнейшее в Союзе Советских Социалистических Республик добровольное творческое объединение работников, занятых в средствах массовой информации, которое было образовано в 1959 году по инициативе Алексея Аджубея. На начало 1976 года в нём уже состояли около шестидесяти тысяч членов.

## Структура
Согласно уставу, СЖ СССР являлся добровольной организацией, главная цель которой — «способствовать активному участию журналистов в коммунистическом строительстве, помогать росту их идейно-теоретического уровня и профессионального мастерства». В Союз журналистов Союза Советских Социалистических Республик могли быть приняты журналисты, художники, фотографы и люди других профессий, напрямую связанные с журналистикой, отработавшие по специальности на телевидении, радио или в прессе не менее трёх лет и подтвердившие высокий профессионализм своими работами.
Высшим руководящим органом СЖ СССР являлся съезд журналистов. На этих съездах, проходивших раз в пять лет, избиралось правление Союза журналистов Советского Союза, которое руководило деятельностью организации в перерывах между сессиями; организационная и творческая составляющая была возложена на секретариат Союза журналистов. СЖ СССР, как и Коммунистическая партия Советского Союза, строился по территориальному принципу, в Советских Социалистических Республиках создавались свои союзы журналистов, включавшие в себя краевые, областные и городские союзы, которые, в свою очередь, включали первичные организации. Крупнейшими республиканскими организациями являлись Союз журналистов РСФСР и Союз журналистов УССР.
Союз журналистов СССР издавал несколько собственных периодических печатных изданий, в частности: «Журналист», «Советское фото», «Информационный вестник», «За рубежом» и «Демократический журналист». Последнее являлось трибуной Международной организации журналистов, членом которой являлся СЖ СССР.
Наиболее отличившихся журналистов союз награждал премиями.
Штаб-квартира центрального правления Союза журналистов находилась в столице СССР городе Москве в Центральном доме журналиста.
В 1988 после публикации в «Неделе» очёрка о советских «мажорах» в рамках Союза журналистов СССР был создан Совет по профессиональной этике и праву, в который вошёл Михаил Федотов.
Союз журналистов СССР прекратил своё существование вместе с распадом СССР.

## Руководители
Председателями правления Союза были П. А. Сатюков (1959—1964), М. В. Зимянин (1966—1976), В. Г. Афанасьев (1976—1990) и И. Д. Лаптев (1990—1991).